# Eilema lurideola
Eilema lurideola är en fjärilsart som beskrevs av Zink 1917. Eilema lurideola ingår i släktet Eilema och familjen björnspinnare. Inga underarter finns listade i Catalogue of Life.

## Bildgalleri

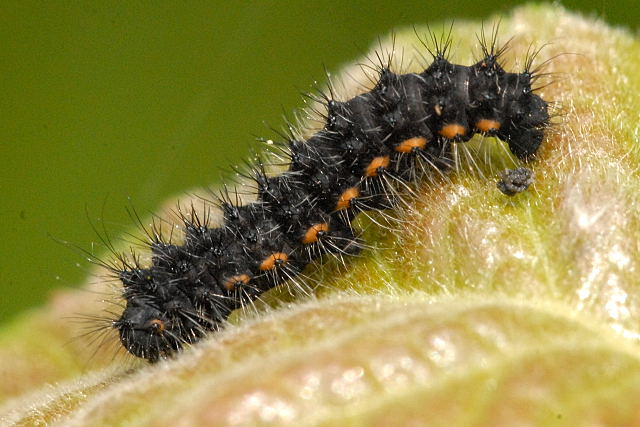
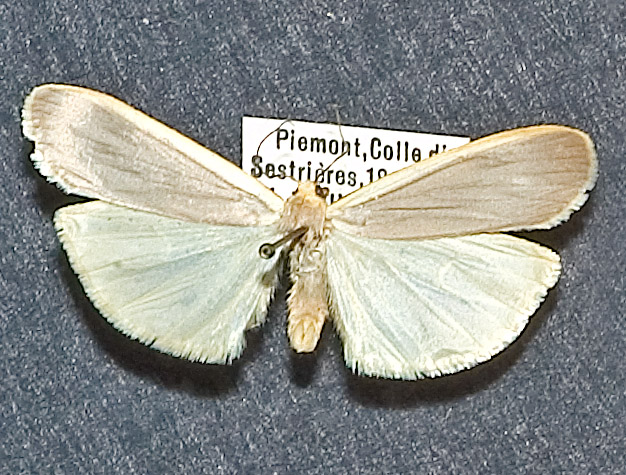
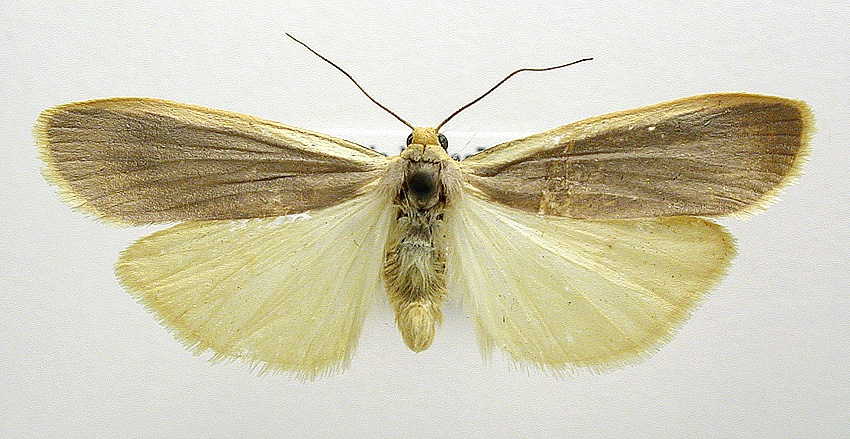
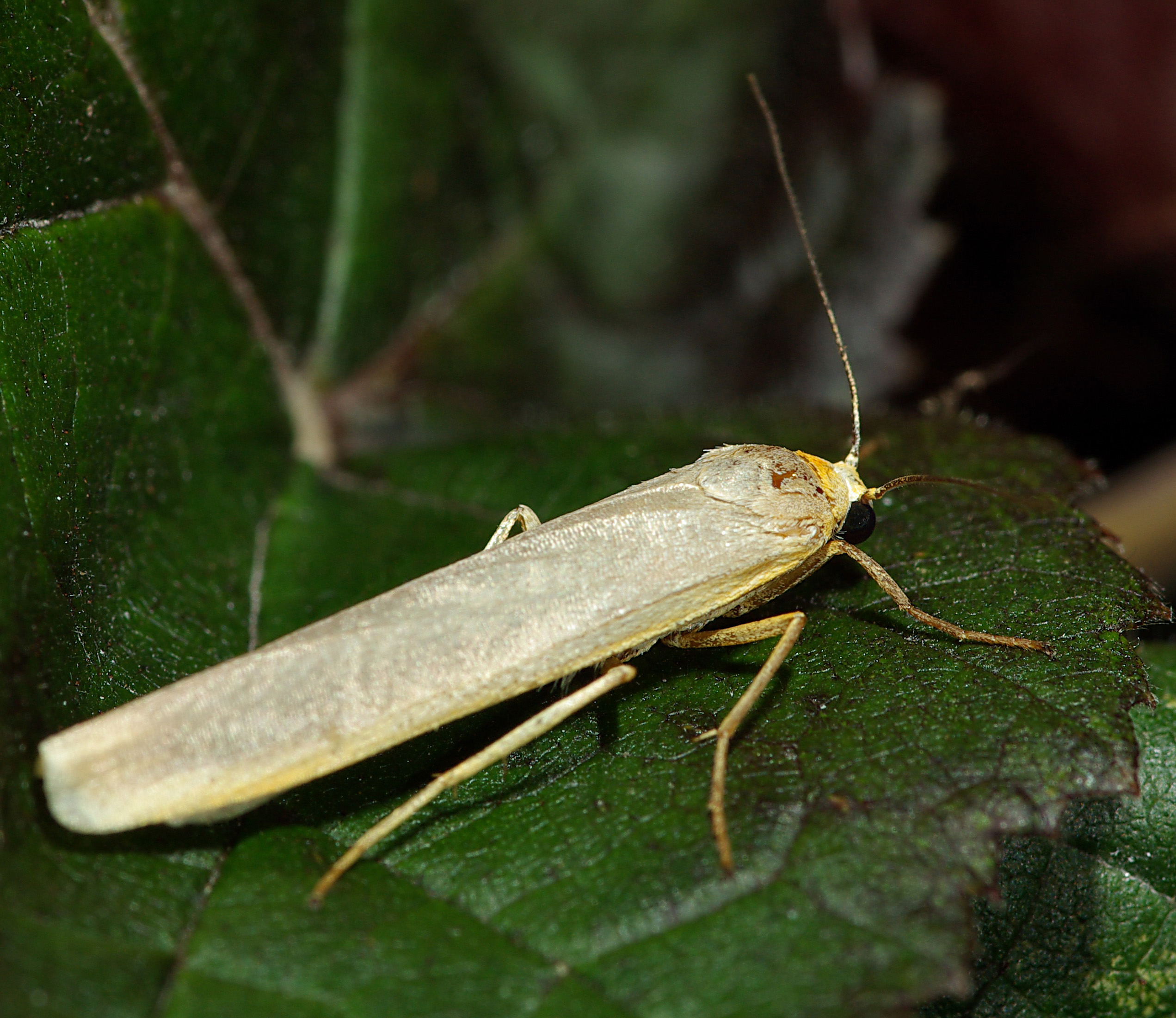